# Union des conservateurs d’aquariums
L’Union des Conservateurs d’Aquariums (ou UCA) est une association loi de 1901 créée officiellement en 1987, et qui regroupe les responsables (la plupart du temps capacitaires) d’une grande partie des aquariums français, tous types de structure confondus. 
Chaque année les conservateurs se rencontrent dans l'une des structures de l'association. Les échanges ont porté sur de nombreux sujets, tels que la médiation scientifique et culturelle et le rôle des aquariums publics dans les programmes scientifiques liés aux milieux aquatiques. 
A l’interface entre le public et les professionnels du milieu marin, les aquariums publics ont en effet pour mission de diffuser les connaissances, dans un environnement attractif pour tous leurs visiteurs. Dans le contexte actuel des changements climatiques, ce rôle de transmission et d’explication est particulièrement important, et doit contribuer à une meilleure prise en compte des impacts de l’homme sur l’environnement.

Logo de l'association des aquariums de France

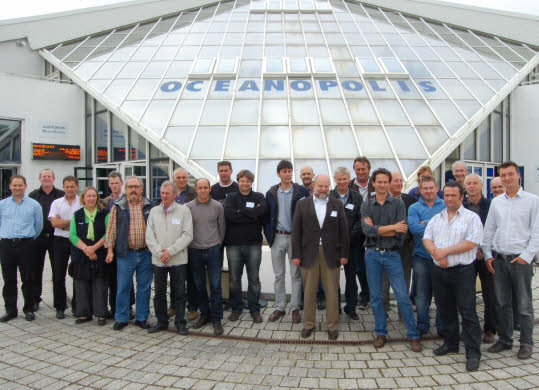
Réunion des conservateurs d'aquariums à Oceanopolis Brest en 2010

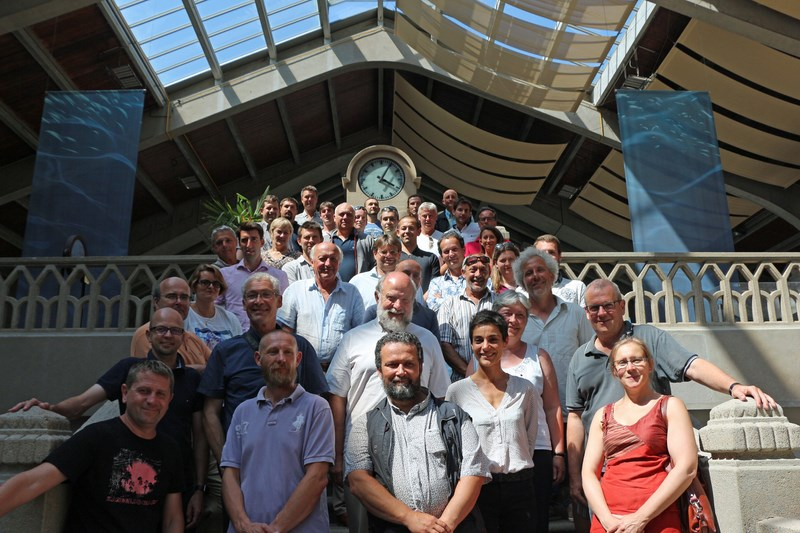
Réunion des conservateurs d'aquariums en 2017 à la cité de la mer de Cherbourg